# Castel Flavon
Castel Flavon (Haselburg o già Schloss Küepach in tedesco) è un castello medievale in Alto Adige, nel comune di Bolzano. Domina il rione di Aslago.

## Storia

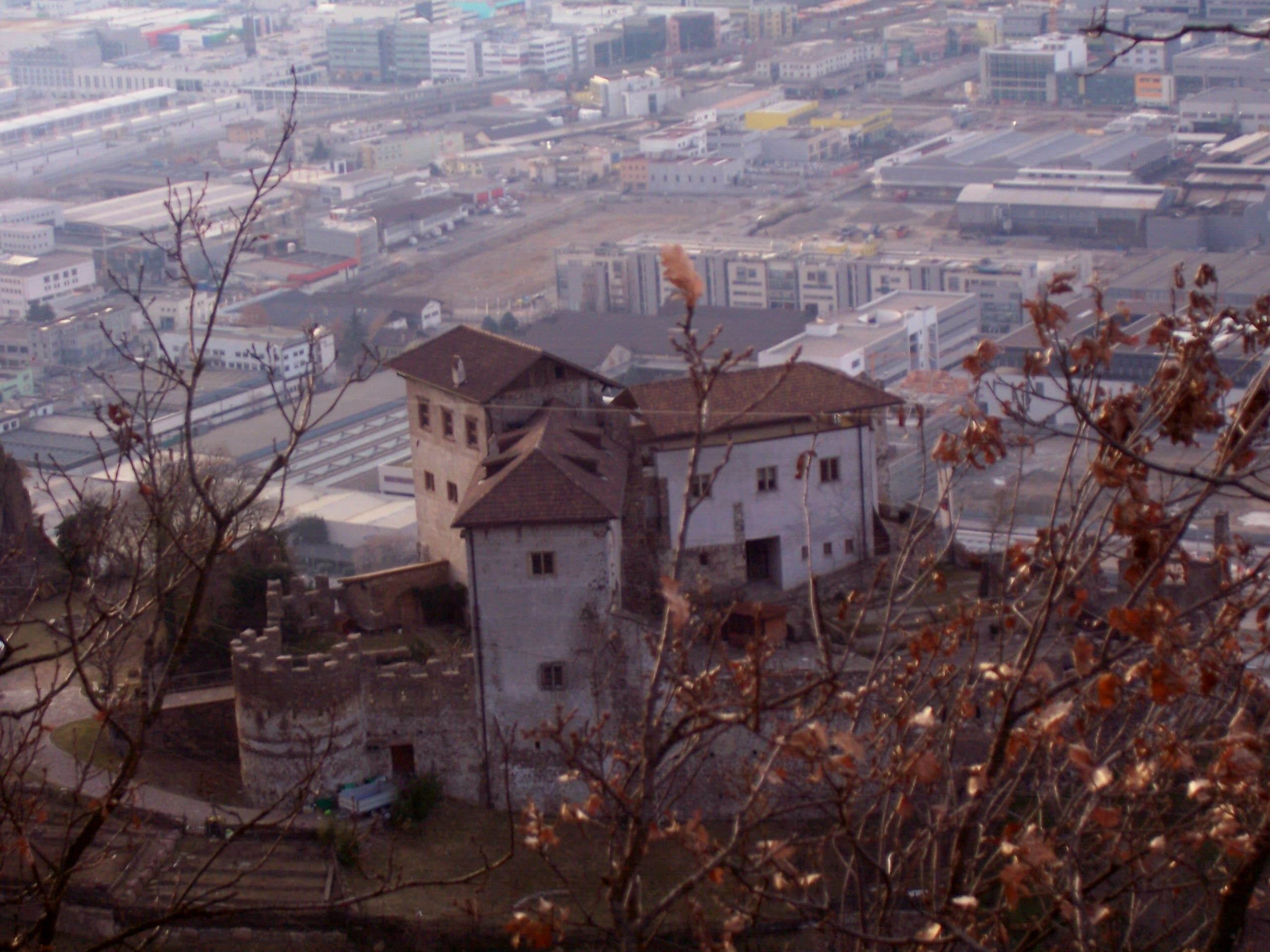
Castel Flavon da uno dei sentieri che lo sovrastano

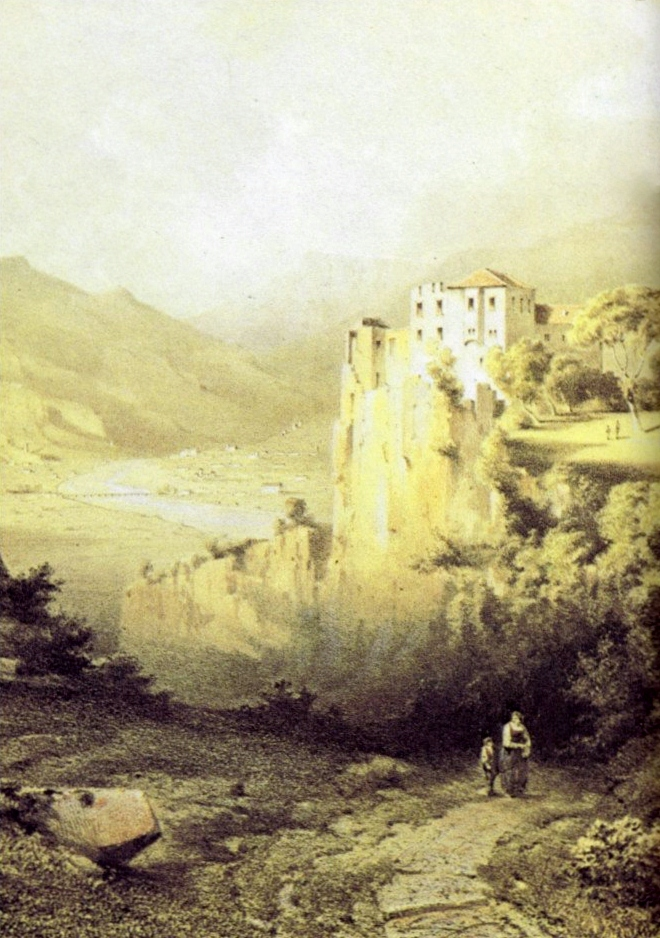
Il castello nel 1856

Sorto probabilmente sui resti di un castelliere retico, risale ai primi anni del XIII secolo. Primi proprietari furono i signori di Haselberg, originari appunto di Haslach (Aslago); questi, nel 1259, vendettero i loro diritti giurisdizionali sul distretto parrocchiale di Bolzano al conte Mainardo II di Tirolo-Gorizia. Il castello passò poi di mano in mano, fino a che - tra il 1475 e il 1541 - i signori di Fiè (i Völs) non lo modificarono profondamente: è sostanzialmente questa la forma, a tre ali, in cui lo si conosce ora, e anche lo stagno artificiale a monte del castello risale alla loro iniziativa.
Numerosi sono gli affreschi cinquecenteschi, alcuni dei quali sono andati perduti nel crollo che nel 1880 ha interessato l'ala nord. Fra gli autori è da citare Bartlmä Dill Riemenschneider, figlio di Tilman Riemenschneider.
L'ultima ristrutturazione, su iniziativa dei conti Toggenburg di Bolzano, gli attuali proprietari, è stata effettuata tra il 2001 e il 2002, ed ha interessato l'intera costruzione, con il restauro delle ali est e ovest e il ripristino dell'ala nord. Sono inoltre venute alla luce tracce della costruzione trecentesca, visibili nella sala sotterranea.